# Szén József
Szén József (Pest, 1805. július 9. – 1857. január 13.) magyar sakkozó, a 19. század első felének egyik legjobbja a világon. Hazai elméleti úttörő: az első sakkfeladványszerző, végjátékkutató. Tőle maradtak fenn a legrégibb magyar játszmafeljegyzések.

## Élete
Jogi végzettsége volt és városi levéltárosként dolgozott, Pesten. A „magyar Philidor” néven emlegették az előző évszázad legendás sakkjátékosára utalva. 1836-ban páros mérkőzésen Párizsban legyőzte a kor akkortájt legjobbnak tartott játékosát, Louis-Charles Mahé de La Bourdonnais-t, 13 győzelmet aratva és csak 12 vereséget szenvedve el. (A kor játékstílusára jellemző módon döntetlen nem volt.)
1839-ben másokkal együtt megalapította a Pesti Sakk-kört. 1839-ben páros mérkőzést vesztett Berlinben Karl Mayet ellen (+2 –3 =1). 1842 és 1846 között vezetésével a pesti sakkcsapat két levelező játszmában is legyőzte Párizs csapatát. A magyar csapat (Szén oldalán elsősorban Löwenthal János Jakab és Grimm Vince szerepelt) ekkor vezette be a magyar megnyitást (1.e4 e5 2.Hf3 Hc6 3.Fc4 Fe7). Az 1848–49-es forradalom és szabadságharc leverése után mindenféle klubtevékenységet betiltottak, köztük a sakk-klubokat is. A tiltás 1864-ig volt érvényben.
Szén a világ első nemzetközi sakktornáján, 1851-ben Londonban az ötödik helyet szerezte meg. (A győztes Adolf Anderssen lett.) 1852-ben döntetlen eredménnyel vívott meg Ernst Falkbeerrel (+9 –9 =2) Bécsben. 1853-ban Londonban vesztett Daniel Harrwitz ellen (+1 –3 =1).
A sakkfeladványszerzésben is jeleskedett. Ő volt az első magyar szerző, akinek a feladványai nyomtatásban jelentek meg, 1836-ban a Le Palamède című francia sakklapban.